# Drepanosticta megametta
Drepanosticta megametta – gatunek ważki z rodziny Platystictidae.Występuje endemicznie na Filipinach.